# Salima Souakri
 (juillet 2020).
Si vous disposez d'ouvrages ou d'articles de référence ou si vous connaissez des sites web de qualité traitant du thème abordé ici, merci de compléter l'article en donnant les références utiles à sa vérifiabilité et en les liant à la section « Notes et références ».
 (juin 2021).
La mise en forme du texte ne suit pas les recommandations de Wikipédia : il faut le « wikifier ».
Les points d'amélioration suivants sont les cas les plus fréquents. Le détail des points à revoir est peut-être précisé sur la page de discussion.
- Les titres sont pré-formatés par le logiciel. Ils ne sont ni en capitales, ni en gras.
- Le texte ne doit pas être écrit en capitales (les noms de famille non plus), ni en gras, ni en italique, ni en « petit »…
- Le gras n'est utilisé que pour surligner le titre de l'article dans l'introduction, une seule fois.
- L'italique est rarement utilisé : mots en langue étrangère, titres d'œuvres, noms de bateaux, etc.
- Les citations ne sont pas en italique mais en corps de texte normal. Elles sont entourées par des guillemets français : « et ».
- Les listes à puces sont à éviter, des paragraphes rédigés étant largement préférés. Les tableaux sont à réserver à la présentation de données structurées (résultats, etc.).
- Les appels de note de bas de page (petits chiffres en exposant, introduits par l'outil «  Source ») sont à placer entre la fin de phrase et le point final[comme ça].
- Les liens internes (vers d'autres articles de Wikipédia) sont à choisir avec parcimonie. Créez des liens vers des articles approfondissant le sujet. Les termes génériques sans rapport avec le sujet sont à éviter, ainsi que les répétitions de liens vers un même terme.
- Les liens externes sont à placer uniquement dans une section « Liens externes », à la fin de l'article. Ces liens sont à choisir avec parcimonie suivant les règles définies. Si un lien sert de source à l'article, son insertion dans le texte est à faire par les notes de bas de page.
- La présentation des références doit suivre les conventions bibliographiques. Il est recommandé d'utiliser les modèles {{Ouvrage}}, {{Chapitre}}, {{Article}}, {{Lien web}} et/ou {{Bibliographie}}. Le mode d'édition visuel peut mettre en forme automatiquement les références.
- Insérer une infobox (cadre d'informations à droite) n'est pas obligatoire pour parachever la mise en page.

Pour une aide détaillée, merci de consulter Aide:Wikification.
Si vous pensez que ces points ont été résolus, vous pouvez retirer ce bandeau et améliorer la mise en forme d'un autre article.
Salima Souakri, née le 6 décembre 1974 à Belouizdad, est une judokate algérienne, devenue Ministre délégué chargé du sport d’élite en Algérie, ancienne conseillère du ministre de la Jeunesse et des Sports, entraîneur de judo, animatrice de télévision et ambassadrice de bonne volonté à l'UNICEF depuis 2011. Elle est aussi lauréate du trophée femme et sport du Comité international olympique (CIO).
Durant sa carrière sportive, elle est notamment huit fois championne d'Afrique aux Championnats d'Afrique, trois fois médaillée en or aux Jeux africains, médaillée de bronze au championnat du monde junior, médaillée une fois en or aux Jeux méditerranéens et elle est  classée trois fois 5e aux Jeux olympiques.
Salima Souakri est la première Africaine qui a remporté la médaille d'or au Grand Slam de Paris.
En avril 2023, elle est décorée de l'ordre du Soleil levant  par le Japon pour « sa contribution à la promotion du judo en Algérie ainsi que de la compréhension mutuelle entre le Japon et l'Algérie ».

## Expérience professionnelle
- De juin 2020 au 7 juillet 2021 : Ministre déléguée chargée du sport d’élite / Ministère de la Jeunesse et des Sports en Algérie[2]
- De 2018 à 2020 : Conseillère auprès du Ministre de la Jeunesse et des Sports / Ministère de la Jeunesse et des Sports - Algérie
- Depuis 2019 : Membre de la commission d’équité entre les sexes au sein de la Fédération internationale de judo
- Depuis 2016 : Animatrice de l’une des meilleures émissions sociales en Algérie intitulée Iftah 9albek (Ouvre ton Coeur) sur la chaîne de télévision généraliste privée algérienne Echorouk TV[2]
- Depuis 2011 : Ambassadrice de bonne volonté du Fonds des Nations unies pour l'enfance : UNICEF
- Depuis 2009 :  Entraîneur de l’équipe de judo pour les seniors dames / Groupement sportif des pétroliers (GSP)[2]
- De 2009 à 2011 :  Entraîneur de l’équipe nationale algérienne de judo pour les seniors Dames / Fédération algérienne de judo - Algérie[2]
- 2012 :  Directrice de jeunes talents a la Fédération Algérienne de judo

## Palmarès

### Compétitions internationales
| Année | Compétition            | Lieu                     | Résultat | Catégorie        |
| ----- | ---------------------- | ------------------------ | -------- | ---------------- |
| 1990  | Championnats d'Afrique | Alger                    | 3e       | Moins de 48 kg   |
| 1991  | Championnats d'Afrique | Port-Louis               | 2e       | Moins de 48 kg   |
| 1992  | Championnats d'Afrique | Port-Louis               | 1er      | Moins de 48 kg   |
| 1993  | Championnats d'Afrique | Caire                    | 1er      | Moins de 48 kg   |
| 1994  | Championnats d'Afrique | Tunis                    | 1re      | Moins de 48 kg,. |
| 1995  | Jeux africains         | Harare                   | 1re      | Moins de 48 kg   |
| 1996  | Championnats d'Afrique | Afrique du Sud           | 1re      | Moins de 48 kg   |
| 1997  | Jeux méditerranéens    | Bari                     | 2e       | Moins de 52 kg   |
| 1997  | Championnats d'Afrique | Casablanca               | 1re      | Moins de 52 kg   |
| 1999  | Jeux africains         | Johannesburg             | 1re      | Moins de 52 kg   |
| 2000  | Championnats d'Afrique | Alger                    | 1re      | Moins de 52 kg   |
| 2001  | Jeux méditerranéens    | Tunis                    | 1re      | Moins de 52 kg   |
| 2001  | Championnats d'Afrique | Tripoli                  | 1re      | Moins de 52 kg   |
| 2003  | Jeux africains         | Abuja                    | 1re      | Moins de 52 kg   |
| 2004  | Championnats d'Afrique | Tunis                    | 1re      | Moins de 52 kg   |
| 2006  | Championnats d'Afrique | Port-Louis (Île Maurice) | 1re      | Moins de 52 kg   |

Elle participe à quatre éditions des Judo aux Jeux olympiques :
- 5e place aux jeux de 1992  à Barcelone[3]
- 5e place aux 1996 à Atlanta[3]
- 5e place aux Jeux 2004 à Athènes[3]
- 7e place aux Jeux 2000 à Sydney

Elle obtient les résultats suivants lors des Championnats du monde de judo :
- 5e place aux Championnats du monde de judo 1999 - Birmingham
- 5e place aux Championnats du monde de judo 2001 de Munich

Elle est également 3e des Championnats du monde juniors en octobre 1992 à Buenos Aires

### Tournois Grand Chelem et Grand Prix
| Année | Compétition         | Lieu  | Résultat | Catégorie      |
| ----- | ------------------- | ----- | -------- | -------------- |
| 2002  | Grand Slam de Paris | Paris | 1re      | Moins de 52 kg |
| 2003  | Grand Slam de Paris | Paris | 3e       | Moins de 52 kg |
| 2004  | Grand Slam de Paris | Paris | 3e       | Moins de 52 kg |

### Autres
- 15 fois championne d'Algérie seniors dames (dont 1990[7]).
- Championne arabe à Alger en 1993 en moins de 52 kg[8].
- Vice-championne arabe à Tunis en mars 1990[7].
- Élue 5 fois meilleure athlète de l'année en Algérie, toutes disciplines confondues, par l'Algérie Presse Service (agence de presse publique algérienne, APS) : 1994, 1996,1999, 2001, 2002[2]
- Élue meilleure judokate d'Afrique par l'Union africaine de judo 2002.
- Trophées de la réussite au Féminin par France Euro Méditerranée 2019.
- Trophée « Femme et Sport » par le Comité international olympique lors de l'édition 2020[2] et 2021.
- Ordre du Soleil Levant Rayons d'Or avec Rosette 2022[9].

## Diplômes obtenus
- 2019 : Diplôme de Conseillère en éducation physique et sportive
- 2017-2018 : Diplôme en Management du sport- Comité international olympique (CIO)
- 2017 : Diplôme en Présentation et Animation TV- École privé d'audiovisuel
- 2017 : Diplôme de Grade de 6e Dan
- 2014 : Diplôme d'encadreur de l'Union Africain de Judo
- 2012 : Diplôme d’éducatrice principale d'éducation physique et sportive
- 1999 : Diplôme de Technicien Supérieur en sport

## Engagement
- Ambassadrice de bonne volonté du Fonds des Nations unies pour les droits des enfants - UNICEF Algérie depuis 2011
- Présidente de l'association WAFA- soutien pour des personnes en situation de handicap
- Marraine de la course contre le cancer du Sein pendant 6 années consécutives
- Marraine du relais contre le cancer des enfants
- Marraine du projet de construction du premier centre d’oncologie pédiatrique en Algérie

## Vie privée
Salima Souakri est mariée depuis 2010 au footballeur international algérien Billel Dziri, avec lequel elle a une fille née en 2013.